# برترام بروكر
برترام بروكر (بالإنجليزية: Bertram Brooker)‏ (31 مارس 1888 في المملكة المتحدة - 22 مارس 1955، تورونتو في كندا)؛ صحفي، رسام وروائي كندي.